# Ngirhaphium murphyi
Ngirhaphium murphyi är en tvåvingeart som beskrevs av Neal L. Evenhuis och Patrick Grootaert 2002. Ngirhaphium murphyi ingår i släktet Ngirhaphium och familjen styltflugor.
Artens utbredningsområde är Singapore. Inga underarter finns listade i Catalogue of Life.